# Kamardine
Pour l'homme politique français, voir Mansour Kamardine.

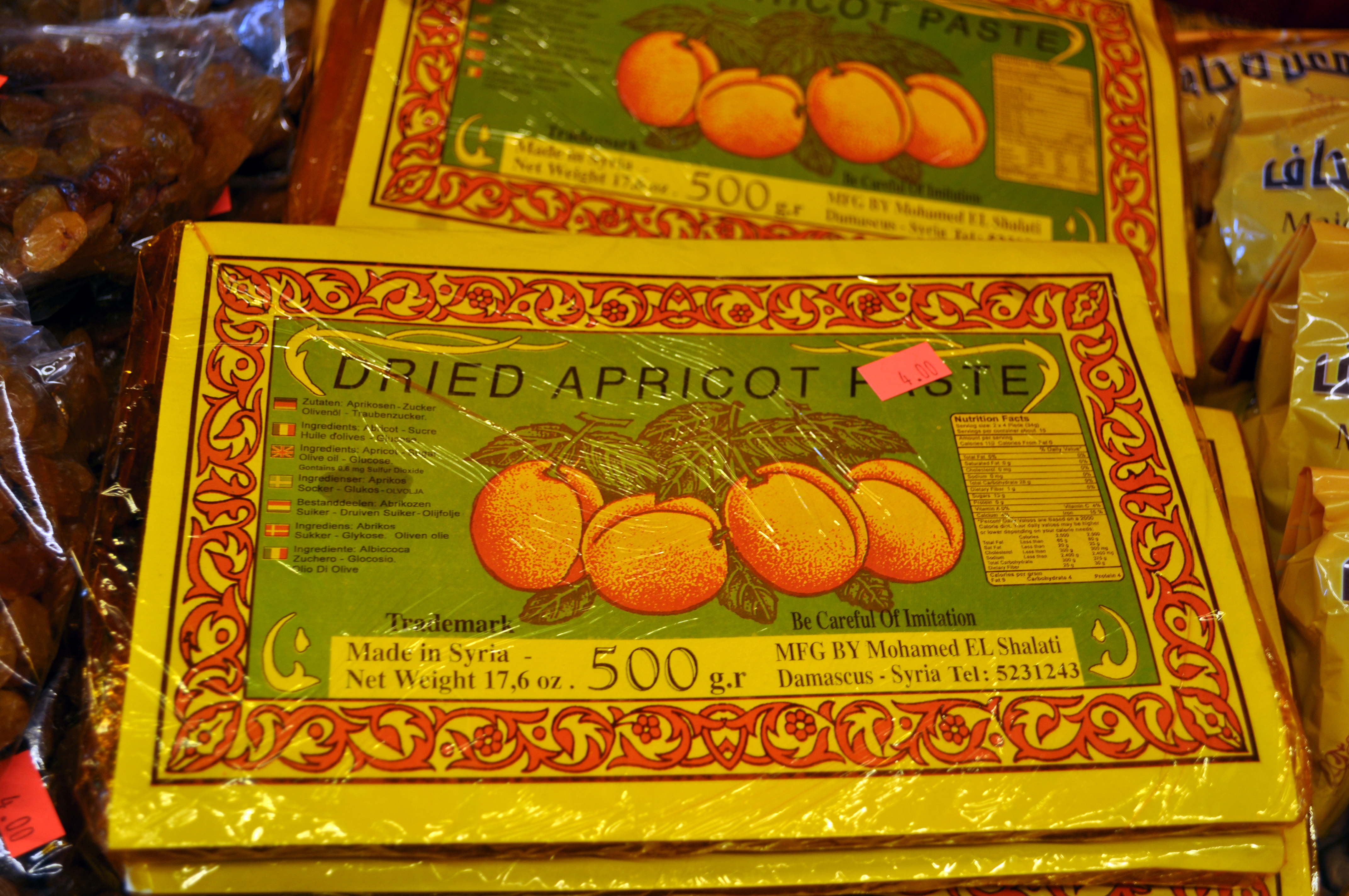
Des feuilles de kamardine.

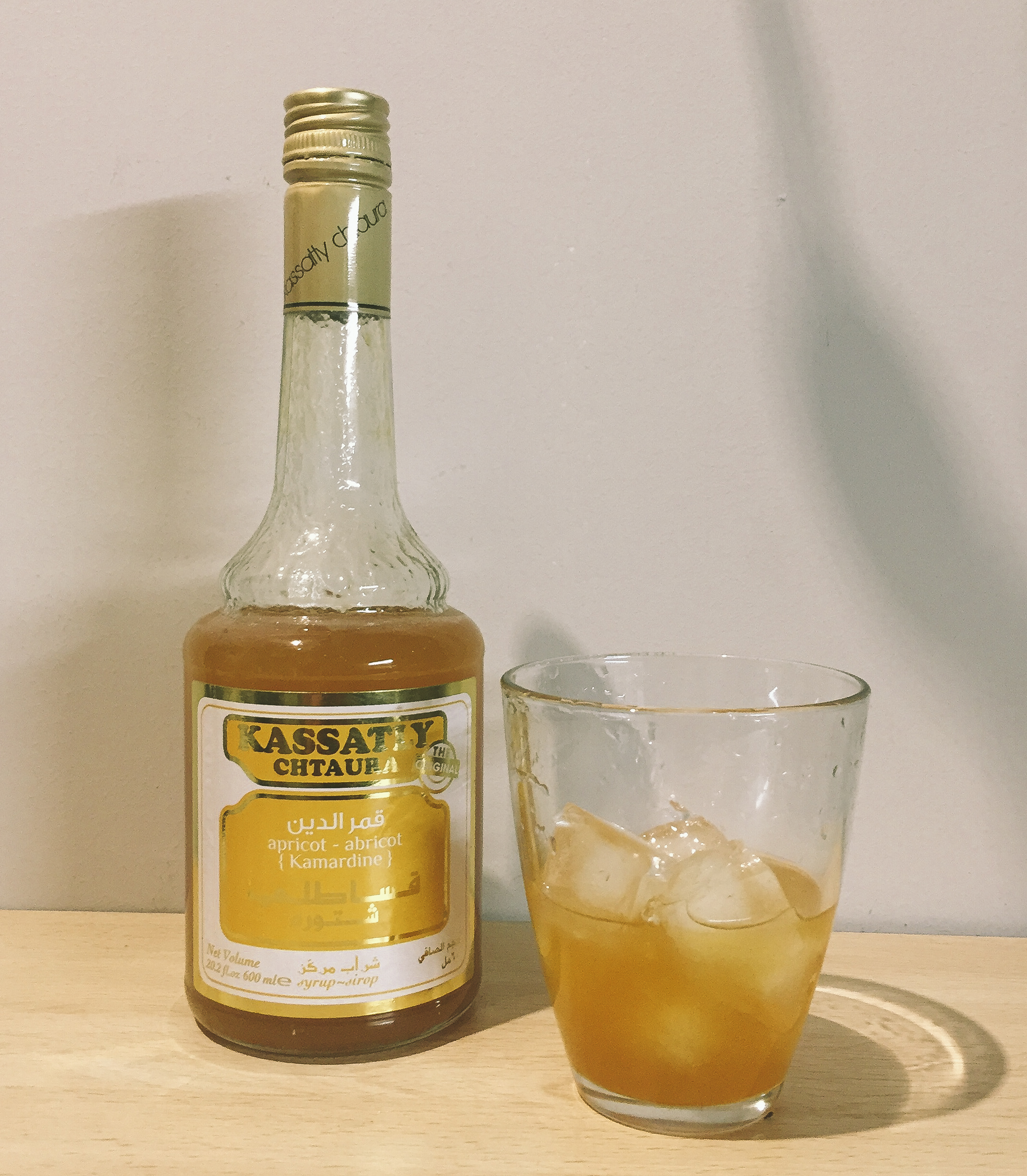
Du sirop de kamardine.

L'amareddine (de l'arabe قمر الدين / qamar ad-dīn, « lune de la religion », prononcé localement /ˈʔamar edˈdiːn/) ou kamardine est une pâte d'abricots séchée en feuilles minces, « fabriquée avec la pulpe de l'abricot ordinaire simplement écrasée et étendue sur des planches que l'on expose au soleil pour la faire sécher ». Elle entre dans la composition d'une boisson du même nom, consommée principalement pendant le mois de ramadan (d'où son nom) en Syrie.